# Ophraella communa
Ophraella communa ist ein Käfer aus der Familie der Blattkäfer (Chrysomelidae). Die ursprünglich nordamerikanisch verbreitete Art wurde in Europa und Asien eingeschleppt. Die Käferart ernährt sich von nur wenigen Pflanzenarten (oligophag), insbesondere vom Beifußblättrigen Traubenkraut (Ambrosia artemisiifolia).

## Merkmale
Die Käfer sind 3,4 bis 4,1 Millimeter lang und 1,8 bis 2,1 Millimeter breit (Männchen) bzw. 3,9 bis 4,3 Millimeter lang und 2,0 bis 2,4 Millimeter breit (Weibchen). Ihr Kopf ist gelblich und trägt hinten einen großen schwarzen Fleck. Er ist grob punktiert und dicht beflaumt. Die Fühler sind dunkelbraun, wobei die ersten fünf Glieder ventral gelblich gefärbt sind. Das Pronotum ist gelblich und trägt drei schwarze oder dunkelbraune Flecken, die häufig miteinander verschmelzen. Das Pronotum ist grob punktiert, wobei der Abstand der einzelnen Gruben geringer ist, als der Durchmesser einer einzelnen Grube. Das Pronotum ist auch dicht beflaumt, wobei der Flaum häufig die Punktierung überdeckt. Es ist etwa doppelt so breit, wie lang.
Die Deckflügel (Elytren) tragen wie bei allen Arten der Gattung Ophraella dunkle Längsbänder. Entlang der Flügeldeckennaht ist kein solches Band ausgebildet. Beidseits der Naht verläuft parallel ein ununterbrochenes Band. Charakteristisch für die Art ist ein zusätzliches Band, das etwa auf halber Länge der Deckflügel verläuft und häufig an seiner Spitze mit dem Band seitlich der Deckflügelnaht verschmilzt. Die Diskalbänder sind leicht gekrümmt und erstrecken sich über ein Drittel bis fünf Sechstel der Länge der Deckflügel. Die Submarginalbänder sind breit und an ihrer Spitze ebenso mit den Bändern seitlich der Deckflügelnaht verschmolzen. Es treten auch blass gefärbte Individuen auf, die eine ähnliche Musterung zeigen, die jedoch bräunlich und viel heller gefärbt ist. Die Deckflügel sind dicht beflaumt, wobei an ihren Spitzen zahlreiche, lange, anliegende Härchen und wenige aufrechte Härchen sitzen. Die Deckflügel sind etwa drei Mal so lang, wie breit. Die Art kann von den übrigen ihrer Gattung außerdem durch ihre dichte Beflaumung sowie durch ihre Nahrungspflanze unterschieden werden.

## Vorkommen und Lebensraum
Das natürliche Verbreitungsgebiet von Ophraella communa war auf Nordamerika beschränkt, wo die Art von Mexiko bis in die kanadischen Prairie-Provinzen vorkommt. Sie ist im Osten Nordamerikas häufiger, wobei die blass gefärbte Form vor allem in den trockenen Gebieten östlich der Rocky Mountains auftritt. Im Norden Nordamerikas kann man adulte Käfer im August und September beobachten. Seit einigen Jahren breitet die Art sich nach unbewusster Verschleppung durch den Menschen als Neozoon in Europa (Südschweiz und in Norditalien) und Ostasien (China und seit 1996 Japan) teilweise rasch aus.
Ophraella communa benötigt zum Überleben Temperaturen zwischen 20 und 32 °C während der Entwicklungszeit, wobei das Optimum zwischen 25 und 28 °C liegt.

## Lebensweise
Sämtliche Stadien der Art leben auf ihren Nahrungspflanzen. Die Eiablage erfolgt in Gruppen auf der Unterseite junger Blätter der Nahrungspflanzen, wobei die Weibchen vor der Ablage durch den Mund ein Sekret absondern, mit dem die Eier an die Blätter geklebt werden. Die Weibchen legen mehrerer solcher Gelege an, wobei maximal bis zu 18 Stück, jeweils eines pro Tag, angelegt werden können. Die höchste Eiablagerate erzielen Weibchen bei 28 °C (mit durchschnittlich 2712 Eiern). Die Eier sind seitlich betrachtet birnenförmig und tragen eine hexagonale Mikroskulpturierung. Sie sind anfangs gelb und verändern ihre Farbe rasch zu Orange. Die Larven fressen die jungen Blätter oft bis auf die Blattrippen auf, die Imagines fressen die kompletten Blätter. Sie können ihre Wirtspflanzen vollständig entlauben. Vor der Verpuppung bilden die Käfer lose Kokons an einer Blattspitze aus anfangs zähem, rasch aushärtendem Sekret. Die Puppenruhe dauert ein bis zwei Wochen. Bei 32 °C ist die Generationenfolge mit 24 bis 25 Tagen besonders kurz, bei tieferen Temperaturen (20 °C) mit über 79 Tagen besonders lang.
Nach dem Schlüpfen verbleiben die Imagines zunächst auf ihren Wirtspflanzen. Die Flugaktivität ist in den ersten Tagen nach dem Schlüpfen beschränkt und erst ab dem vierten Tag bei Tageslicht voll ausgeprägt, bleibt aber in der Nacht gering. Aufgrund ihrer Aktivität könnten die Käfer innerhalb eines Tages bis zu 25 km migrieren. Spät im Jahr verbergen sich die Käfer im Laub zur Überwinterung.

## Biologische Unkrautbekämpfung
Die Art konnte sowohl in Europa als auch in China einen unerwünschten Neophyten, das Beifußblättrige Traubenkraut (Ambrosia artemisiifolia), eine aus Nordamerika stammende und in Europa invasive Pflanzenart, eindämmen. Es wird untersucht, ob die Käfer sich entsprechend der biologischen Schädlingsbekämpfung zur Kontrolle und Eindämmung des Allergien auslösenden Beifußblättrigen Traubenkrautes eignen. Die Auswirkung auf andere Pflanzenarten wird diskutiert.